# Samsung Galaxy Note
A Samsung Galaxy Note egy androidos okostelefon/táblagép hibrid (angol szóval „phablet” kb. „táblafon”), amelyet a Samsung 2011 októberében mutatott be. A készülék egy új termékkategóriának számított megjelenésekor, ugyanis 13,46 cm (5,29 hüvelyk) képernyőátlójával már nagyobb az összes okostelefonnál, de kisebb egy táblagépnél, a két eszközkategória előnyeit (és hátrányait) ötvözi.
Az eszköz másik nagy újítása volt a stylus (S Pen) íróeszköz, amely korábban PDA-knál már használatban volt, ám az okostelefonoknál nem. Ennek segítségével az ujjal való érintésnél jóval pontosabban lehet a képernyő egy adott pontját megérinteni, vagy arra írni, rajzolni.
Az eredetileg Gingerbreaddel telepített eszköz 2012 márciusában kapta meg az Ice Cream Sandwich frissítést, 2013 februárjában pedig megérkezett a Jelly Bean update. A változáslista a következőket tartalmazza:
- A rendszerverzió 4.1.2-re ugrott.
- A Project Butternek köszönhetően javult a működés folyamatossága.
- Elérhető a Google Now keresőszolgáltatás.
- A kijelző tetejéről lehúzható sávban található indikátor-lista szabadon módosítható.
- Megújult az értesítési felület, a rendszerüzeneteket ki lehet nyitni.
- Beépítették az S-Cloud felhőszolgáltatást.
- A Multi-View segítségével egyszerre akár két alkalmazás is látszódhat a kijelzőn.
- Új minialkalmazásokat és két különböző készenléti képernyőt kaptunk.
- Megjelentek a Galaxy S III-ból ismerős Direct Call, Smart Stay, Page Buddy, Smart Rotation és Pop-up Play szolgáltatások.

A frissítés első körben a kártyafüggetlen készülékekre érkezik meg, OTA-n és KIES-en keresztül telepíthető.